# Thales Alenia Space
Thales Alenia Space  - (укр. Талес Аленія Спейс) франко-італійський виробник аерокосмічної продукції, сформований  після того, як Thales Group придбала у Alcatel участь в двох спільних підприємствах: перше - Alcatel і Finmeccanica, друге - Alcatel Alenia Space і Telespazio. Компанія є найбільшим в Європі виробником супутників.

## Історія
Alcatel Alenia Space було створене 1 червня 2005 року шляхом злиття компаній Alcatel Space  і Alenia Spazio. Частки володіння в компанії розподілилися між  Alcatel-Lucent (67%) і Finmeccanica (33%).
Створення компанії відбулося одночасно зі створенням холдингу Telespazio. Це було теж об'єднання Finmeccanica і бізнесу Alcatel (Telespazio і Alcatel's Space Services and Operations, відповідно).
Станом на 5 квітня 2006 році компанія Alcatel вирішила продати свою частку Alcatel Alenia Space (і 33% частка Telespazio) на користь Thales Group. 
Європейський Союз схвалив цю фінансову операцію 10 квітня 2007 року.

## Діяльність компанії

### Космічні станції
Компанія побудувала багатоцільові модулі постачання, які використовувалися для транспортування вантажів за допомогою космічних човників. 
Вона також побудувала кілька модулів для Міжнародної космічної станції: 
- Купол,
- Колумбус,
- Гармоні,
- Транквіліті
- Леонардо.

Американська компанія Axiom Space, яка планує побудувати першу комерційну космічну станцію, обрала Thales Alenia Space як підрядника, який займеться створенням базових моделей майбутньої станції Axiom Space Station.

### Космічні кораблі
Також компанія будувала космічні кораблі: 
- ATV (ЄКА)
- космічного корабля Cygnus[4].
- Є субпідрядником у виробництві сервісного модуля корабля Оріон.

### Супутники
В середині 1990-х, США припинили видачу експортних ліцензій компаніям, що дозволяють американським підприємствам запускати свою продукцію в космос на китайських ракета-носіях. США побоювалися, що це допомогло б китайської народно-визвольної армії. Щоб не порушувати цих обмежень, Thales Alenia Space побудувала супутник Chinasat-6B взагалі без комплектуючих зі Сполучених Штатів, що показало її потенціал. 
В результаті супутник був виведений на орбіту китайською ракетою-носієм, при цьому не були порушені американські обмеження ITAR. Запуск був здійснений 5 липня 2007 року на ракеті Чанчжен-3B.